# Гуальдо-Тадіно
Гуальдо-Тадіно, Ґуальдо-Тадіно (італ. Gualdo Tadino) — муніципалітет в Італії, у регіоні Умбрія, провінція Перуджа.
Гуальдо-Тадіно розташоване на відстані близько 155 км на північ від Риму, 35 км на північний схід від Перуджі.
Населення — 15 367 осіб (2014).

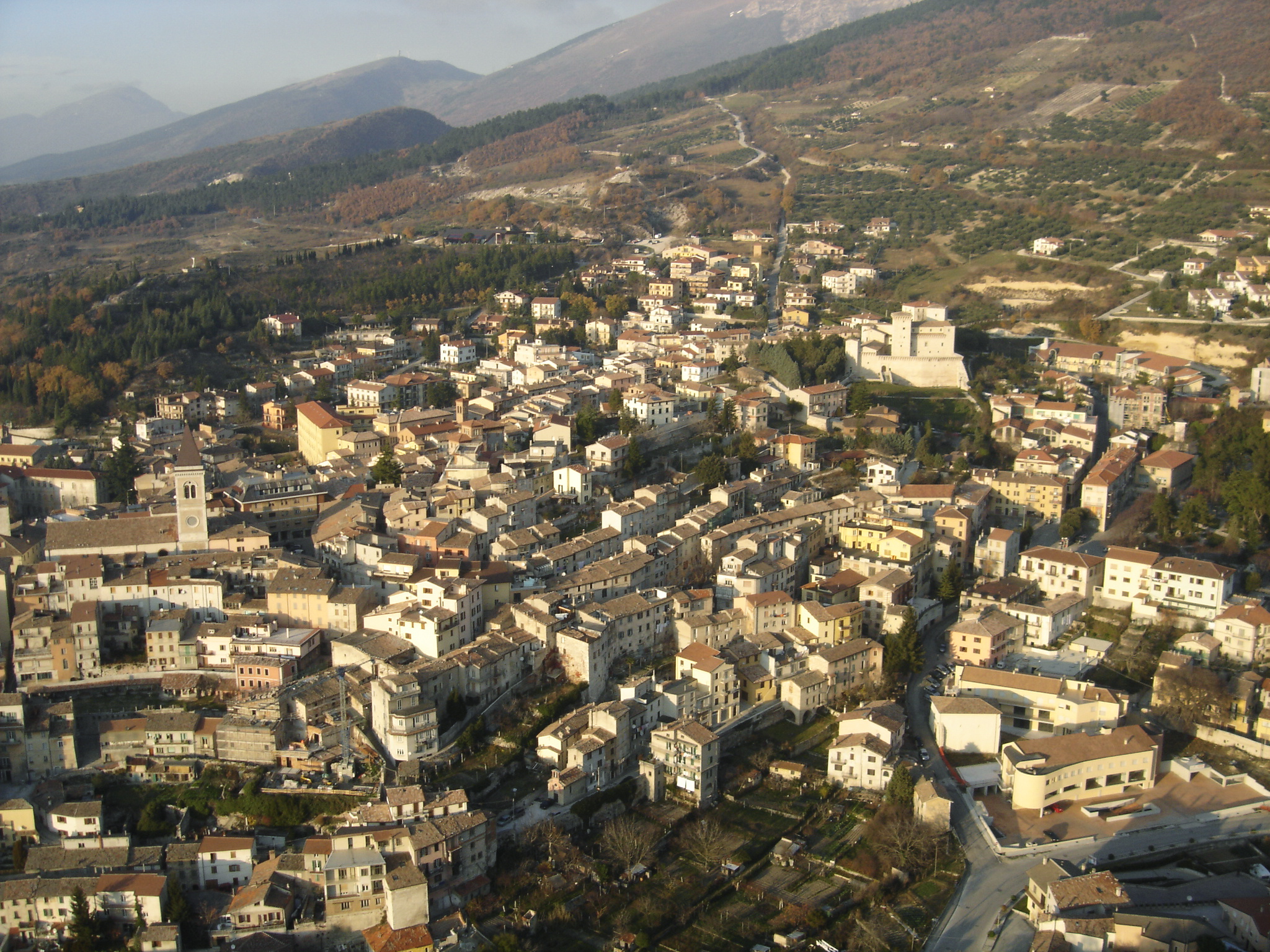

Щорічний фестиваль відбувається 15 січня. Покровитель — Beato Angelo da Gualdo Tadino.

## Демографія
Населення за роками:

Станом на 1 січня 2023 року в муніципалітеті офіційно проживало 1257 іноземців з 58 країн, серед них 359 громадян країн Євросоюзу та 96 громадян України.

## Сусідні муніципалітети
- Фабріано
- Фоссато-ді-Віко
- Губбіо
- Ночера-Умбра
- Вальфаббрика